# Mubi jezik
Mubi jezik (ISO 639-3: mub; moubi), afrazijski jezik koji je svoje ime dao istočnočadskoj podskupini mubi. Govori ga oko 35 300 ljudi (1993 census) u čadskoj regiji Guéra, osobito oko grada Mangalmé u 135 sela, i možda susjednom sudanskom području.
Leksički je najbliži jeziku zirenkel [zrn], 71%. Većina se služi i čadskim arapskim [shu]

## Vanjske poveznice
- Ethnologue (14th)
- Ethnologue (15th)